# Публий Квинтилий Вар (претор 203 года до н. э.)
Пу́блий Квинти́лий Вар (лат. Publius Quinctilius Varus; умер предположительно в 169 году до н. э.) — римский военачальник и политический деятель из патрицианского рода Квинтилиев, претор 203 года до н. э., участник Второй Пунической войны. Был наместником Цизальпийской Галлии и разбил в сражении Магона Баркида, пытавшегося прорваться в Италию на соединение с Ганнибалом.

## Биография
Публий Квинтилий принадлежал к древнему патрицианскому роду, представители которого к концу III века до н. э. уже долгое время не занимали высшие должности. О биографии Публия до 203 года до н. э., когда он стал претором, ничего не известно; его избрание антиковед Фридрих Мюнцер связывает с существованием союза между Квинтилиями и Сервилиями, в те годы часто получавшими консулат.
После избрания Публий был направлен в Аримин и возглавил совместно с проконсулом Цизальпийской Галлии Марком Корнелием Цетегом борьбу против Магона Баркида, попытавшегося прорваться в Италию на соединение со своим братом Ганнибалом. В землях инсубров произошло большое сражение. У каждого из римских военачальников было по два легиона. В схватке римская пехота понесла большие потери, особенно из-за действий слонов, но благодаря вводу в бой резервов Вар и Цетег смогли стабилизировать ситуацию. Когда Магон получил тяжёлое ранение, его воины обратились в бегство. Тем не менее победа римлян не была бесспорной — они понесли довольно серьёзные потери (2300 убитых, включая трёх военных трибунов), а армия противника, потеряв 5 тысяч человек, сохранила боеспособность. Впрочем, Магон вскоре получил приказ возвращаться с армией в Африку, так что угроза для Италии миновала.
Согласно Ливию, этим успехом римляне были обязаны в первую очередь Публию Квинктилию. Однако после 203 года до н. э. Вар не фигурирует в источниках, и консулом он точно не стал. Существует предположение, что именно этот нобиль упоминается у Ливия как фламин Марса, умерший в 169 году до н. э. Избрание фламина Фридрих Мюнцер датирует 181 или 180 годом до н. э., Роберт Броутон — 179 годом до н. э. Предшественником Вара на жреческом посту был Тит Ветурий Филон, преемником — Луций Постумий Альбин.
У Публия Квинтилия был по крайней мере один сын — Марк. Его сыновьями могли быть ещё один Публий (претор 166 года до н. э.), Тит и Секст, предполагаемый предок последующих Квинтилиев.